# Andriano

Situación de Andriano en la Provincia de Bolzano.

Andriano (en alemán Andrian) es un municipio de 790 habitantes de la Provincia Autónoma de Bolzano, situado en la vaguada del valle del río Adigio, frente a Terlano y a los pies del Monte Macaion (1.866 m, Catena della Mendola).  
Sus habitantes hablan casi exclusivamente (más del 97%) alemán.  

## Distribución de idiomas
Según el censo de 2011, la mayoría de los residentes (90 %) hablan alemán como lengua materna, el 9,5 % habla italiano de forma nativa y el 0,5 % el ladino.

## Economía
La economía se basa en el turismo primaveral y veraniego y en la actividad agrícola (manzanares, cooperativas de transformación de productos).  
Es elevado el porcentaje de ciudadanos de Andriano que trabajan en los municipios colindantes o en la capital, Bolzano.  

## Turismo
El municipio cuenta con una piscina al aire libre.
En la Catena della Mendola existen sendas transitables que llevan hasta el Monte Macaion.

## Demografía
| Gráfica de evolución demográfica de Andriano entre 1921 y 2001               |
|                                                                              |
| Fuente: Istituto Nazionale di Statistica - Elaboración gráfica por Wikipedia |